# ジュール・ミシュレ

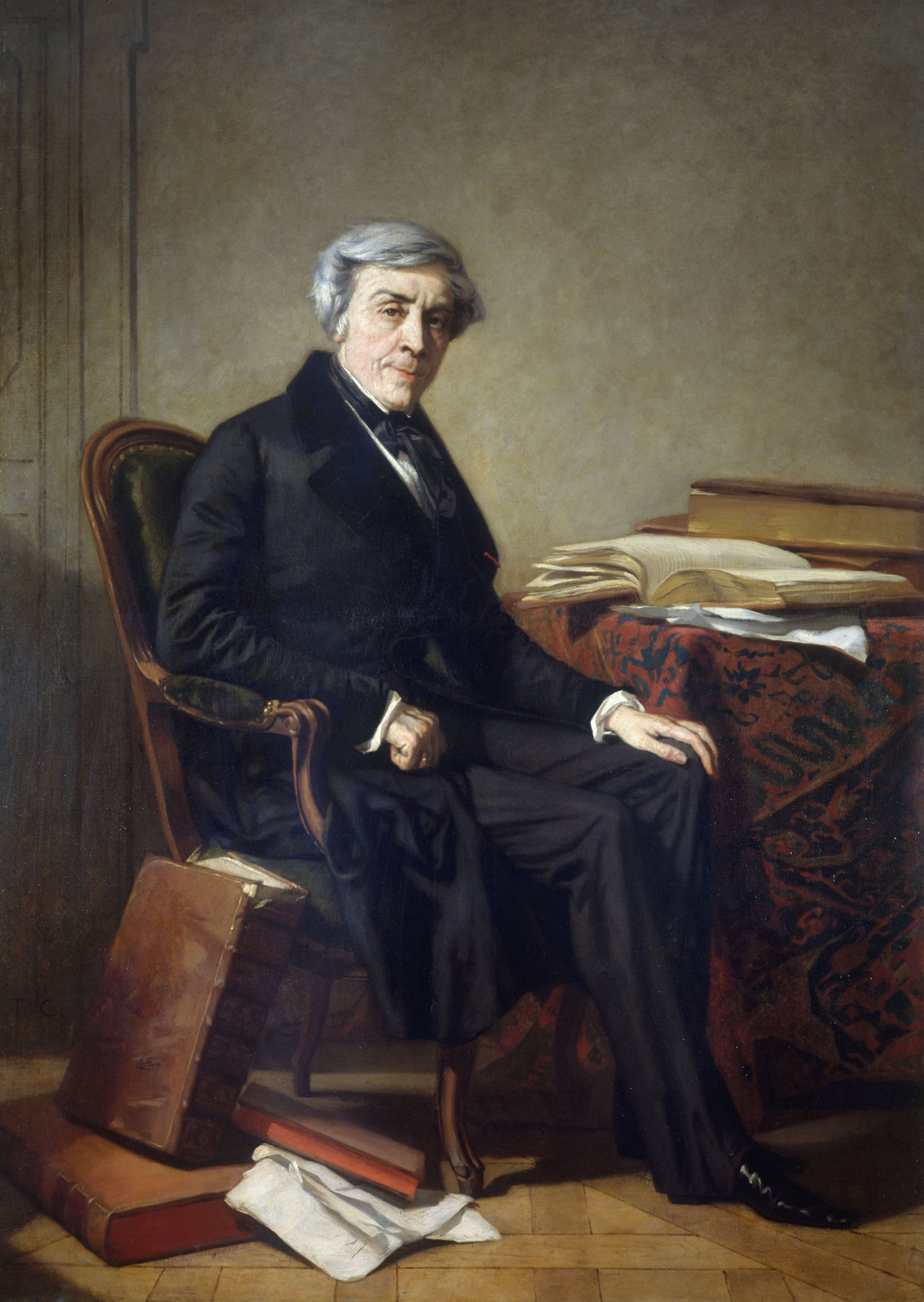
トマ・クチュール画 (1865年頃)

ジュール・ミシュレ（Jules Michelet、1798年8月21日 - 1874年2月9日）は、19世紀フランスの歴史家。「ルネサンス」の造語者。

## 生涯
パリのトラシ街 (fr, 現在のパリ2区) 生まれ。印刷業者の父の仕事を手伝いながら勉強に励んだ。リセ・シャルルマーニュ（現在のパリ4区）を経て、1819年に文学博士となり、1821年にアグレガシオンに通り、1827年に高等師範学校の歴史学教授となる。ヴィーコの歴史論・哲学の影響を受けた。1830年の七月革命を境として、王党カトリック的立場を離れ、自由主義に転じた。1831年、国立古文書館の歴史部長。1834年、ソルボンヌ大学教授としてギゾーの講座の代行者。1838年からコレージュ・ド・フランスで教授となり教鞭をとった。これ以降、民主主義的・反教権的になり、保守化した当時の支配者ルイ・フィリップや、体制側のギゾー批判を行った。
1848年に二月革命が起きると熱狂的に支持した。1852年、ナポレオン3世への宣誓を拒否し、コレージュ・ド・フランスの教授の地位を追われた。晩年は隠棲し、博物誌シリーズなどを著述。
その歴史記述の手法は、過去を生き生きと再現し、つまびらかに描写することにあった。また、国家・政府や人物を、倫理の象徴のように思わせるところにも特徴があった（その点に、ロラン・バルトは着目する）。歴史の中での民衆の動きを捉え、アナール学派にも影響を与えているとされる。なお、『フランス史』第7巻（1855年）においてフランスのルネサンス（フランソワ1世以降）について記述しており、これが「ルネサンス」という用語を学問的に使用した最初の例とされる。イエール (ヴァール県)で死去し、パリのペール・ラシェーズ墓地に葬られた。　

## 著作
- ローマ史（1831）
- フランス史（1833-1843）
  - フランス史　藤原書店（全6巻）- 編訳版（大野一道・立川孝一 監修）
  - フランス史〈中世〉 論創社（全6巻）- 別訳版（桐村泰次訳）

『ジャンヌ・ダルク』（中公文庫、改版）は「フランス史 中世」の一章
  - ルネサンス以降「十六世紀史」（1855-1867）- 論創社 7巻予定（2019年-）
  - 19世紀（1872-1873）3巻
  - フランス革命史（1847-1853）7巻

中公文庫（上下）（抄訳版[2]）
抄訳「フランス革命史」（本の泉社）
- 民衆（1846年）みすず書房
- 博物誌 鳥（1856年）思潮社→ちくま学芸文庫
- 博物誌 虫（1857年）思潮社→ちくま学芸文庫
- 女（1860年）藤原書店
- 海（1861年）藤原書店
- 山（1868年）藤原書店
- 魔女（1870年） 現代思潮社→岩波文庫（上下）

映画『哀しみのベラドンナ』（1973年）の原作にもなった。以下は主に編訳
- 『愛』 現代思潮社（上下）→中公文庫（改版）
- 『世界史入門　ヴィーコから「アナール」へ』 藤原書店
- 『人類の聖書　多神教的世界観の探求』 藤原書店
- 『全体史の誕生　若き日の日記と書簡』 藤原書店
- 『学生よ　1848年革命前夜の講義録』 藤原書店（新版刊）
- 『民衆と情熱』 藤原書店（全2巻）。日記
- 『万物の宴　すべての生命体はひとつ』藤原書店

## 研究・評伝
- ロラン・バルト『ミシュレ』 藤本治訳、みすず書房、1974年、新装版2002年
- リュシアン・フェーヴル『ミシュレとルネサンス』「歴史」の創始者についての講義録』
ポール・ブローデル編[3]／石川美子訳、藤原書店、1996年
- 大野一道『ミシュレ伝　自然と歴史への愛』藤原書店、1998年
- 大野一道『「民衆」の発見　ミシュレからペギーへ』藤原書店、2011年。続編
- 大野一道『〈決定版〉ミシュレ入門　愛／宗教／歴史』藤原書店、2024年。続編
- ヴェルナー・ケーギ『ミシュレとグリム』 西澤龍生訳、論創社、2004年
- 立川孝一『歴史家ミシュレの誕生』藤原書店、2019年